# تود إلدريدج
تود إلدريدج (بالإنجليزية: Todd Eldredge) هو متزلج فني أمريكي، ولد في 28 أغسطس 1971 في تشاتهام في الولايات المتحدة.

## وصلات خارجية
- تود إلدريدج على موقع الاتحاد الدولي للتزلج (الإنجليزية)
- تود إلدريدج على موقع اللجنة الأولمبية الدولية (الإنجليزية)
- تود إلدريدج على موقع أوليمبيديا (الإنجليزية)
- تود إلدريدج على موقع IMDb (الإنجليزية)